# Международная Хартия по космосу и крупным катастрофам
Международная Хартия по космосу и крупным катастрофам (англ. International Charter on Space and Major Disasters, иногда Международная хартия «Космос и стихийные бедствия») — международное некоммерческое соглашение (Хартия), которое предусматривает в случае крупных катастроф бесплатное получение и использование снимков со спутников дистанционного зондирования Земли его участников. Хартия была основана европейским космическим агентством (ESA) и французским агентством CNES после конференции UNISPACE III (Вена, Австрия, июль 1999). Официально начала действовать 1 ноября 2000 года, вскоре после присоединения к ней канадского космического агентства CSA. Их общие космические ресурсы на тот момент, соответственно: ERS и ENVISAT, SPOT и Fomosat, RADARSAT. По состоянию на 2020 год Хартия насчитывает 17 участников, предоставляющих данные с более чем 60 спутников.
Группировка спутников, принадлежащих частным, национальным и международным космическим агентствам, позволяет получать оперативную спутниковую фотосъёмку для гуманитарных целей. Впервые Хартия использовалась во время наводнений на северо-востоке Франции в декабре 2001 года, в дальнейшем участники Хартии бесплатно предоставили множество снимков территорий, пострадавших от землетрясений, разливов нефти, лесных пожаров, цунами, крупных снегопадов, извержений вулканов, ураганов, оползней, а также участвовали в поисках пропавшего авиалайнера Malaysia Airlines рейс 370 (2014 г.) и наблюдении за распространением эпидемии лихорадки Эбола в Западной Африке (2014 г.)..

## Участники Хартии и их спутники
- Европейское космическое агентство: ERS и ENVISAT
- Национальный центр космических исследований (Франция): SPOT и Pléiades
- Канадское космическое агентство: RADARSAT
- Национальное управление океанических и атмосферных исследований (NOAA, США): POES, GOES
- Индийская организация космических исследований (с сентября 2001): семейство Indian Remote Sensing
- Национальная комиссия по космической деятельности (Аргентина, с июля 2003): SAC-C
- Японское агентство аэрокосмических исследований (февраль 2005): ALOS
- Геологическая служба (USGS, США): Landsat, Quickbird, GeoEye 1
- Космическое агентство Великобритании (Британский национальный космический центр) и компания DMCii (UK-DMC, ноябрь 2005)
- Китайское национальное космическое управление (май 2007): семейства FY, SJ, ZY
- Германский центр авиации и космонавтики (2012): TerraSAR-X, TanDEM-X
- Корейский институт аэрокосмических разработок (2012)
- Национальный институт космических исследований (Бразилия, 2012)
- Европейская организация спутниковой метеорологии (2012)[5]
- Космическое агентство ОАЭ (UAESA) и Космический центр им. Мухаммеда бин Рашида (MBRSC, ОАЭ)
- Боливарианское агентство по космической деятельности (ABAE, Венесуэла)
- Российское космическое агентство и НЦ ОМЗ (заявка подана в 2010[6], присоединение — 2013): Ресурс-ДК, Ресурс-П, Канопус-В и Метеор-М № 1[7][8]
- Научно-инженерное республиканское унитарное предприятие Геоинформационные системы НАН Беларуси: БКА (спутник)

На 2012 год по запросам Хартии могли быть задействованы следующие спутники RISAT-1, RADARSAT-1 и 2, TerraSAR-X, TanDEM-X, SPOT-4 и 5, Pleiades, Landsat-5 и 7, PROBA1, UK-DMC 2, KOMPSAT-2, IRS-P5, Resourcesat-2, Oceansat-2, Cartosat-2, IMS-1, RapidEye, POES, GOES, SAC-C. Кроме того Хартия заключила соглашения с коммерческими операторами спутников Formosat, GeoEye, IKONOS, QuickBird, WorldView.
Всего на 2013 год Хартия объединяла 15 космических агентств, имела доступ к оперативным и архивным снимкам с 34 оптических и 6 радиолокационных спутников.
В 2014 году количество ресурсов увеличилось: участники Хартии могли задействовать радиолокационные спутники высокого и сверхвысокого разрешения Risat-1, RADARSAT-2, TerraSAR-X, TanDEM-X, Sentinel-1A; оптические спутники высокого и сверхвысокого разрешения UK-DMC 2, Landsat 7 и 8, SPOT 5, 6, 7, Pléiades 1А и 1В, PROBA 1, SJ-9A, GF-1, KOMPSAT-2, IRS-P5 (Cartosat-1), Cartosat-2, Resourcesat-2, Oceansat-2, RapidEye, Ресурс-П, Канопус-В, HDTV-камеру, встроенную в модуль Кибо МКС; оптические спутники среднего и низкого разрешения POES, GOES, FY,-3С, спутники семейства Metop, первые два поколения спутников Meteosat и Метеор-М. Особые договорённости с частными операторами позволяли использовать спутники с высоким и сверхвысоким разрешением Formosat, GeoEye, IKONOS, QuickBird, WorldView. Кроме того, имелся доступ к архивным данным спутников, выведенных из эксплуатации, таким как ALOS, ENVISAT, ERS, CBERS, IRS-1C, Astra 1D, IPS P4, P6, IMS-1, RADARSAT-1, SAC-C, SPOT 1-3 & 4, UK-DMC, Landsat-5 и NigeriaSat.

## Активации
Любой участник Хартии может обратиться к остальным для активации (задействования) ресурсов Хартии в случае крупных катастроф. Страны, не участвующие в Хартии, могут обратиться к её участникам и воспользоваться их космическими ресурсами.
За время действия Хартии было выполнено более 400 активаций, среди которых:
- Запрос индийской организации космических исследований после землетрясения в Индийском океане в 2004 году][9].
- Хартия предоставила снимки Гаити уже через два дня после землетрясения 14 января 2010 года[10][11].
- По запросу MCDEM (Новая Зеландия) два члена Хартии, французское COGIC и Геологическая служба США (USGS), активировали Хартию. Были получены снимки для ликвидации последствий землетрясения в Крайстчерче (февраль 2011)[12].
- 12 марта 2011 года японское агентство JAXA запросило активацию Хартии после землетрясения 2011 года в Тохоку и цунами (регион Тохоку, Великое восточно-японское землетрясение)[13].
- После наводнения в Краснодарском крае и Крымске в июле 2012 года Россия получила архивные снимки Landsat-5 и UK-DMC-2, оперативные снимки своего спутника Ресурс-ДК1 и иностранных SPOT-5, WorldView, Kompsat, QuickBird, GeoEye, Pleiades, TanDEM-X. Данные радиолокационных спутников позволили установить границы подтопления[7][14].
- В интересах России Хартия также активировалась в августе 2012 и 2013 года для мониторинга наводнений в Краснодарском крае и на Дальнем Востоке[7].
- 8 ноября 2013 года филиппинские власти запросили активацию Хартии после прохождения супертайфуна Хайян[15].
- 11 марта 2014 года[4] Хартию активировали власти КНР, запросив помощь в поиске[16] обломков пропавшего авиалайнера Boeing, выполнявшего Рейс 370 Malaysia Airlines и исчезнувшего 8 марта 2014 года во время перелёта по маршруту Куала-Лумпур — Пекин.

Управление активациями Хартии ведётся из Европейского института космических исследований (Фраскати, Италия).